# Beulah Valley
Beulah Valley és una concentració de població designada pel cens dels Estats Units a l'estat de Colorado. Segons el cens del 2000 tenia 1.164 habitants.

## Demografia
Segons el cens del 2000, Beulah Valley tenia 1.164 habitants, 497 habitatges, i 356 famílies. La densitat de població era de 4,1 habitants per km².
Dels 497 habitatges en un 23,5% hi vivien nens de menys de 18 anys, en un 64,4% hi vivien parelles casades, en un 4,2% dones solteres, i en un 28,2% no eren unitats familiars. En el 23,7% dels habitatges hi vivien persones soles el 8% de les quals corresponia a persones de 65 anys o més que vivien soles. El nombre mitjà de persones vivint en cada habitatge era de 2,34 i el nombre mitjà de persones que vivien en cada família era de 2,77.
Per edats la població es repartia de la següent manera: un 21% tenia menys de 18 anys, un 4% entre 18 i 24, un 22,7% entre 25 i 44, un 37,2% de 45 a 60 i un 15,1% 65 anys o més.
L'edat mediana era de 46 anys. Per cada 100 dones de 18 o més anys hi havia 102,2 homes.
La renda mediana per habitatge era de 46.369 $ i la renda mediana per família de 58.259 $. Els homes tenien una renda mediana de 37.031 $ mentre que les dones 33.750 $. La renda per capita de la població era de 23.252 $. Entorn de l'1,6% de les famílies i el 6,5% de la població estaven per davall del llindar de pobresa.

## Poblacions més properes
El següent diagrama mostra les poblacions més properes.